# Milan Baroš
Milan Baroš (Valašské Meziříčí, 28 de outubro de 1981) é um ex-futebolista tcheco, que atuava como atacante. Seu último clube foi o Baník Ostrava.

## Carreira

### Clubes
Na temporada seguinte ao torneio da Euro 2004, foi titular da campanha realizada pelo Liverpool na Liga dos Campeões, que se sagrou campeão após um histórico jogo contra o Milan.
Em 2006, transferiu-se para o Aston Villa, clube que disputa a Premier League, e em janeiro de 2007, foi negociado para o Lyon, numa troca envolvendo o norueguês John Carew.
Em agosto de 2008, Baroš se transferiu para o Galatasaray, da Turquia por sete milhões de euros.

## Seleção
Milan Baroš representou a Seleção Checa de Futebol, nas Olimpíadas de 2000. Também, disputou a Copa do Mundo FIFA de 2006.